# Universal Studios Beijing
Koordinaten: 39° 51′ 20″ N, 116° 40′ 41″ O
Universal Studios Beijing (chinesisch 北京环球影城) ist ein Freizeitpark in Peking, Volksrepublik China, der am 20. September 2021 eröffnet wurde. Der Park wird von Universal Parks & Resorts betrieben, die auch andere Freizeitparks unter der Marke Universal Studios betreiben.
Der 54 ha große Park betreibt zahlreiche thematisierte Attraktionen, darunter vier Achterbahnen und die Themenfahrt Kung Fu Panda Journey of the Dragon Warrior.

## Liste der Achterbahnen
| Name                                | Typ                                                                     | Hersteller           | Eröffnungsjahr | Ref         |
| ----------------------------------- | ----------------------------------------------------------------------- | -------------------- | -------------- | ----------- |
| Decepticoaster / 霸天虎过山车       | Launched Coaster                                                        | Bolliger & Mabillard | 2021           | [ 1 ] [ 2 ] |
| Flight of the Hippogriff / 鹰马飞行 | Familienachterbahn                                                      | Mack Rides           | 2021           | [ 3 ] [ 4 ] |
| Jurassic Flyers / 飞越侏罗纪        | Familienachterbahn, Powered Coaster, Inverted Coaster, Spinning Coaster | Mack Rides           | 2021           | [ 5 ] [ 6 ] |
| Loop-Dee-Doop-Dee / 萌转过山车      | Familienachterbahn, Indoor Coaster                                      | Jinma Rides          | 2021           | [ 7 ] [ 8 ] |